# Мексичко преријско куче
Мексичко преријско куче или мексички преријски пас (лат. Cynomys mexicanus, енгл. Mexican prairie dog) је сисар из реда глодара и породице веверица (Sciuridae).

## Распрострањење
Ареал врсте је ограничен на једну државу. Мексико је једино познато природно станиште врсте.

## Станиште
Станишта врсте су травна вегетација, екосистеми ниских трава и шумски екосистеми, умерено травнати екосистеми и саване и жбуновита вегетација.

## Угроженост
Ова врста се сматра угроженом.